# 血は水よりも濃い
血は水よりも濃い（ちはみずよりもこい）は、諺の一つ。「血は水よりも濃し」「水は血にならない」ともいう。血の繋がった血縁者同士の絆は、どれほど深い他人との関係よりも深く強いものであるということ。

## 概要
親子・兄弟姉妹などの血縁のある間柄は、他人よりも絆が強いことの喩え。英語では同様の意味の諺としてBlood is thicker than waterがある。

### アラブの血縁主義
アラブ地域では社縁や地縁より血縁の関係は第一に尊重される傾向が強い。クルアーンでは自分の血を引く子供ではない養子は認められないこと、信仰上の仲間よりも血縁者同士の絆の方が強いこと、血の繋がりを軽視するのは罪であることが書かれている。